# 周旺一
周旺一（?—13世纪）是南宋后期的海盗首领。
宋理宗在位时，福建海盗周旺一率领1支武装船队，长期纵横海上，所到之处的官军都无法剿灭它。绍定五年（1232年）二月，周旺一率领海盗进犯泉州辖区，船只停泊在晋江县围头澳。泉州知州真德秀派左翼军将官贝旺率军攻击海盗。贝旺部与周旺一的海盗船队在金门料罗湾进行海战。周旺一亲率8艘船和部众500余人围攻贝旺的兵船。因海盗的船只比官军的船只高大，官军处于劣势。裨校吴宝驾驶小船救援贝旺，被周旺一的部众杀死。贝旺带领被围困的官军拼死突围。后来，官军集中兵力反扑，周旺一与几位头领被官军俘获，海盗船队损失大半，余部逃往广东。